# Zlatno (Banská Bystrica)
|  | No s'ha de confondre amb Zlatno (Nitra). |

Zlatno és un poble i municipi d'Eslovàquia que es troba a la regió de Banská Bystrica.

## Història
La primera menció escrita de la vila es remunta al 1611. La producció de vidre va començar al poble l'any 1833. Els productes havien estat transportats a diverses exposicions mundials. A mitjans del segle xix va arribar a Zlatno Leo Valentin Pantoček. Va inventar la manera de produir els diners de vidre. Més tard aquesta tècnica es va anomenar hialoplàstics. El 1856 va seguir la invenció del vidre d'iris. Molta producció s'havia exportat al Regne Unit i als Estats Units. La fàbrica de vidre va aturar la seva producció l'any 2003.

## Demografia
| Godina             | 1994 | 2004 | 2014   | 2024   |
| ------------------ | ---- | ---- | ------ | ------ |
| Nombre de persones | 0    | 514  | 472    | 439    |
| Diferència         |      | –    | −8,17% | −6,99% |

| Godina             | 2023 | 2024   |
| ------------------ | ---- | ------ |
| Nombre de persones | 447  | 439    |
| Diferència         |      | −1,78% |